# 加努恩冰原島峰
70°43′S 69°28′W / 70.717°S 69.467°W
加努恩冰原島峰（英語：Gannon Nunataks）是南極洲的冰原島峰，位於亞歷山大一世島中西部，海拔高度約750米，以氣象觀測員命名，該島峰現時由南極條約體系管理。